# Regina (cantante 1965)
Regina, pseudonimo di Irena Jalšovec (Murska Sobota, 4 luglio 1965), è una cantante slovena.
Ha partecipato all'Eurovision Song Contest 1996 in rappresentanza della Slovenia con il brano Dan najlepših sanj.

## Discografia parziale
- 1988 - Regina
- 1991 - Ave Maria
- 1994 - Liza ljubi jazz
- 1995 - Religija ljubezni
- 1996 - Dan najlepših sanj - Eurosong '96 - Slovenian entry
- 2003 - Čaša ljubezi
- 2012 - Tebe pa ni
- 2015 - Ljubezen beži